# 鈴木俊二
鈴木 俊二（すずき しゅんじ、1961年10月31日 - ）は、日本のアニメーター。スタジオカラー所属。東京都出身。

## 人物
蠍座。血液型A型。専門学校東京デザイナー学院アニメーション科（現：専門学校東京クールジャパン）卒業。スタジオカラーを経由して一旦はフリーになったものの、2016年8月時点では再度カラーに復帰している。以後はカラー作品以外への参加も継続しつつ、2018年7月にカラーに作業場を移した事を報告。
作画スタジオであるスタジオジャイアンツを経て、同スタジオ出身のアニメーター摩砂雪、鶴巻和哉らとガイナックス作品に参加。テレビアニメ『ふしぎの海のナディア』『新世紀エヴァンゲリオン』では両作品第1話の作画監督を務めた。現在も様々な作品に携わっている。
アニメ業界の労働問題に関するツィートほかで知られる。

## 主な参加作品

### テレビアニメ
1984年
- らんぽう（原画）

1985年
- タッチ（1985年 - 1987年、原画）

1986年
- めぞん一刻（1986年 - 1988年、作画監督）

1988年
- F -エフ-（1988年 - 1989年、原画）
- 名門!第三野球部（1988年 - 1989年、原画）
- 美味しんぼ（1988年 - 1992年、原画）

1989年
- 機動警察パトレイバー（1989年 - 1990年、原画）
- らんま1/2 熱闘編（1989年 - 1992年、原画）
- YAWARA!（1989年 - 1992年、原画）

1990年
- ふしぎの海のナディア（1990年 - 1991年、作画監督）

1993年
- 無責任艦長タイラー（作画監督）

1994年
- 美少女戦士セーラームーンS（1994年 - 1995年、原画）

1995年
- 新世紀エヴァンゲリオン（1995年 - 1996年、作画監督・原画・設定補・レイアウト監修）

2003年
- カレイドスター（原画）

2004年
- 巌窟王（2004年 - 2005年、作画監督・原画・OP原画・ED原画）

2005年
- 交響詩篇エウレカセブン（2005年 - 2006年、原画）

2006年
- ウィッチブレイド（原画）

2008年
- ロザリオとバンパイア（OP2原画）
- コードギアス 反逆のルルーシュR2（#6原画）

2011年
- 青の祓魔師（OP原画）

2012年
- PSYCHO-PASS サイコパス（#13・#19作画監督・#21作画監督補佐）

2013年
- 宇宙戦艦ヤマト2199（#17・#21原画）
- ワルキューレ ロマンツェ（#7・#12作画監督）

2015年
- 純潔のマリア（作画監督）
- 攻殻機動隊ARISE ALTERNATIVE ARCHITECTURE（作画監督）
- 空戦魔導士候補生の教官（#9原画）
- コメット・ルシファー（作画監督）

2016年
- Rewrite（#3作画監督補佐）
- ジョーカー・ゲーム（OP原画・#3原画）
- 少年メイド（#6原画）

2017年
- 龍の歯医者（原画）
- 冴えない彼女の育てかた♭（#11原画）

2021年
- 憂国のモリアーティ（作画監督）

2025年
- 機動戦士Gundam GQuuuuuuX（原画・OP原画）

### 劇場アニメ
- 老人Z（1991年、レイアウト・原画）
- 新世紀エヴァンゲリオン劇場版 Air/まごころを、君に（1997年、#26作画監督）
- 逮捕しちゃうぞ the MOVIE（1999年、レイアウト（新人）・原画（友情作画））
- ブレイブ ストーリー（2006年、作画監督）
- ヱヴァンゲリヲン新劇場版:序 EVANGELION:1.0 YOU ARE (NOT) ALONE.（2007年、総作画監督・原画）
- ヱヴァンゲリヲン新劇場版:破 EVANGELION:2.0 YOU CAN (NOT) ADVANCE.（2009年、デザインワークス・作画監督・原画）
- 鋼の錬金術師 嘆きの丘の聖なる星（2011年、原画）
- ヱヴァンゲリヲン新劇場版:Q EVANGELION:3.0 YOU CAN (NOT) REDO.（2012年、原画）
- ジョバンニの島（2014年、原画）
- 劇場版 PSYCHO-PASS サイコパス（2015年、作画監督・原画）
- シン・エヴァンゲリオン劇場版 EVANGELION:3.0+1.0 THRICE UPON A TIME（2021年、原画）

### OVA
- トップをねらえ!（1988年 - 1989年、原画）
- 機動警察パトレイバー（1990年 - 1992年、作画監督・原画）
- 魍魎戦記MADARA（1991年、作画監督）
- ジョジョの奇妙な冒険（1993年 - 1994年、原画）
- フリクリ（2000年 - 2001年、原画）
- トップをねらえ2!（2004年 - 2006年、原画）